# Škoda Vagonka
Škoda Vagonka a.s., zuvor ČKD Vagónka, Vagónka Studénka bzw. Vagónka Tatra Studénka, ist ein Triebwagen- und Waggon-Hersteller für Eisenbahnen aus Tschechien bzw. der früheren Tschechoslowakei. Das Unternehmen mit Sitz in Ostrava produziert neben Triebwagen und Reisezugwagen auch Komponenten und Ausrüstungen für den Schienenfahrzeugbau. Es ist ein Tochterunternehmen der Škoda Transportation a.s.

## Geschichte

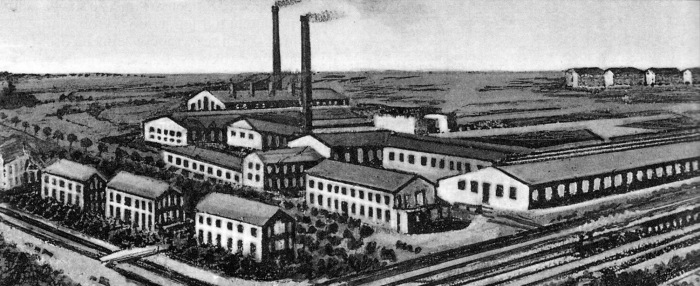
Die Waggonfabrik im Jahr 1910

Am 12. Dezember 1900 wurde in Stauding in Österreichisch-Schlesien eine Gesellschaft unter dem Namen „Staudinger Waggonfabrik“ als Aktiengesellschaft in das Firmenregister eingetragen. Seit ihrer Gründung durch Adolf Schustala spezialisierte sich diese Gesellschaft auf Schienenfahrzeugbau. Der erste Direktor des Werkes war von 1900 bis 1902 Rudolf Feldbacher. Es wurden ferner Militäranlagen für die österreichisch-ungarische Armee und ab 1918 für die tschechoslowakische Armee produziert. In der zweiten Hälfte der 1930er Jahre wurden in der Firma Flugzeuge hergestellt. Neben vier Eigenentwicklungen von Sportflugzeugen (T-1, T-101, T-201 und T-301), allesamt ausgerüstet mit HM-504-Motoren, waren dies hauptsächlich Lizenzbauten der britischen Avro 626 (als T-126) sowie der deutschen Bü 131 (als T-131).
Während der Produktion von 1900 bis 2000 änderten sich die Besitzverhältnisse und die Bezeichnung der Firma einige Male.
- 12. Dezember 1900 – 2. September 1928 Staudinger Waggonfabrik AG
- 3. September 1928 – 31. Dezember 1945 Moravsko-slezská vozovka a.s.
- 1939 – Mai 1945 auch Mährisch-Schlesische Fahrzeugwerke AG (Stauding)
- 1. Januar 1946 – 31. Dezember 1968 Vagónka Tatra Studénka
- 1. Januar 1969 – 30. Juni 1990 Vagónka Studénka
- 1. Juli 1990 – 14. Dezember 1998 Moravskoslezská vagónka
- 15. Dezember 1998 – 7. Juni 2000 war die Firma Teil der ČKD-Gruppe und nannte sich ČKD Vagónka Studénka[5]

Die Fabrik schloss 2001 ihre Tore und verlagerte die Produktion auf das Gelände der Witkowitzer Eisenwerke nach Ostrava, wo modernere Fabrikhallen existierten. Seit 2005 gehört das Unternehmen als Škoda Vagonka a.s. zum Konzern Škoda Transportation a.s. (ehemals Škoda Holding a.s.).

## Erzeugnisse
Ein wichtiger Bestandteil der Produktion war die Fertigung von Eisenbahnfahrzeugen. So wurden in großer Zahl Personenwagen für die k.k. Staatsbahnen und altösterreichische Privatbahnen gebaut. Neben der Fertigung von Güterwagen hat das Werk seit 1927 entscheidend zur Motorisierung bei den Tschechoslowakischen Staatsbahnen (ČSD) beigetragen. Bis 2001 wurden 1986 motorgetriebene Triebwagen und 3020 zugehörige Beiwagen hergestellt, neben den Tschechoslowakischen Staatsbahnen auch für die ungarische Staatsbahn (MÁV) und die Sowjetischen Eisenbahnen (SŽD). Es wurde auch eine geringere Anzahl von Lokomotiven produziert, dies waren einige Spezialfahrzeuge wie die Elektrolokomotiven für die Pressburger Bahn sowie einige Sonderfahrzeuge. Insgesamt wurden elf Lokomotiven produziert.

### Motorwagen
1927–1945
Anfangs stellte die Firma Triebwagen mit Ottomotor und elektrischer Kraftübertragung her. Die Firma hatte Motoren von Gräf & Stift und Lizenzen für die Kraftübertragung nach dem einfachen System GEBUS erhalten. Eine Ausnahme bildete lediglich die Fertigung eines Exemplars der ČSD-Baureihe M 120.3 mit mechanischer Kraftübertragung (M 120.327). Später wurde dann die Produktion auf zeitgemäßere Antriebselemente geändert, z. B. durch Ottomotoren von TATRA und der elektrischen Leistungsübertragung nach dem System ČKD-RM. Die letzten Fahrzeuge vor dem Zweiten Weltkrieg erhielten dann mit dem M 232.1 einen Dieselmotor.
Im Einzelnen wurden hergestellt:
- ČSD-Baureihe M 132.0, 1927/1928, 5 Exemplare
- ČSD-Baureihe M 131.0, 1929, 9 Exemplare
- ČSD-Baureihe M 122.0. 1930–1932, 28 Exemplare
- ČSD-Baureihe M 120.3, 1930, 1 Exemplar
- ČSD-Baureihe M 232.2, 1933, 20 Exemplare
- ČSD-Baureihe M 232.1, 1934/1935, 16 Exemplare
- ČSD-Baureihe M 242.0, 1934/1935, 17 Wagenkästen[7]

Im Zweiten Weltkrieg war das Werk als Mährisch-schlesische Fahrzeugwerke AG Stauding in die Produktion von Fahrzeugen für die Deutsche Reichsbahn und für die Rüstungsproduktion eingebunden, so von Begleitwagen für das Eisenbahngeschütz „Dora“.
1945–1965
Nach dem Zweiten Weltkrieg konnte das Werk ab 1952 die Produktion von Triebwagen wieder aufnehmen. In Kooperation mit Tatra Kopřivnice und ČKD Prag fertigte man Triebwagen mit elektrischer und mechanischer Kraftübertragung. 1963 erschienen dann die ersten Fahrzeuge mit hydrodynamischer Kraftübertragung. Später war das Werk einziger Hersteller von Reisezugwagen in der Tschechoslowakei. Produziert wurden vor allem vierachsige Wagen für den Nahverkehr. In Spitzenzeiten hatte das Unternehmen 12.000 Beschäftigte.
Im Einzelnen wurden hergestellt:
- ČSD-Baureihe M 262.0 II. und III. Serie, 1952–1960, 186 Exemplare
- ČSD-Baureihe M 131.1, 1954–1956, 209 Exemplare
- ČSD-Baureihe M 240.0, 1959–1964, 122 Exemplare[7]

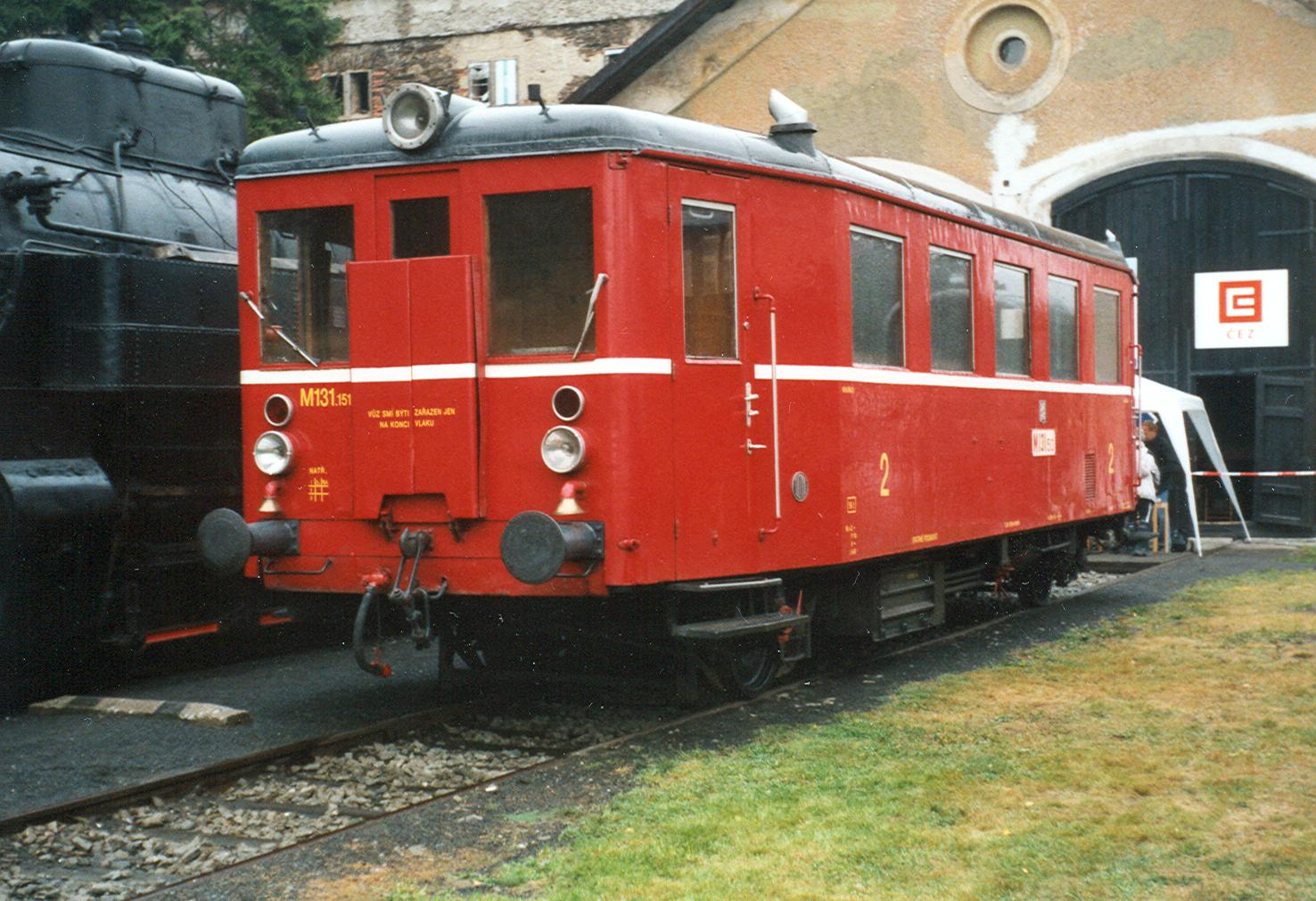
Baureihe M 131.1
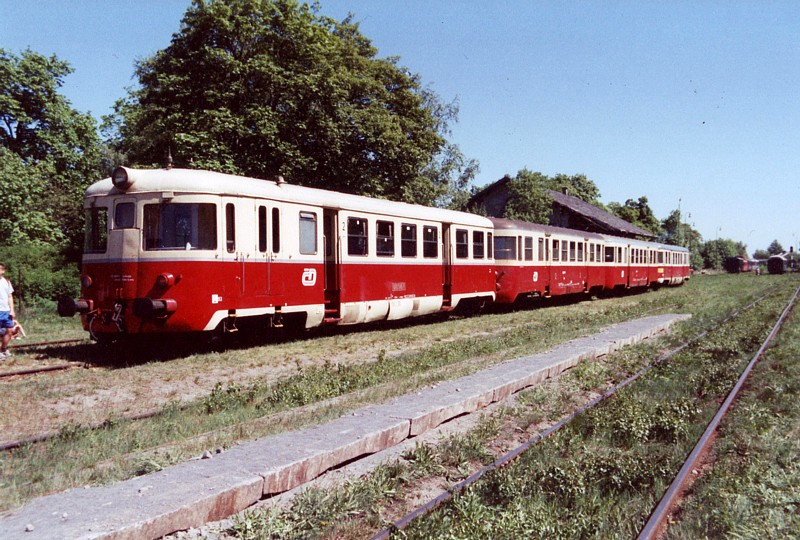
Baureihe M 240.0 (820)

1965–1998
Diese Phase war geprägt durch modernere Fahrzeuge. Nachdem die Triebwagen mit hydrodynamischer Kraftübertragung zunächst vorrangig waren, kamen auch noch Fahrzeuge mit mechanischer Kraftübertragung in Form der M 152.0 und elektrischer Kraftübertragung (M 474.0 und ČD-Baureihe 843) hinzu.
Im Einzelnen wurden hergestellt:
- ČSD-Baureihe M 286.0+1, 1962–1968, 89 Exemplare
- ČSD-Baureihe M 296.1+2, 1968–1970, 60 Exemplare
- ČSD-Baureihe M 250.0, 1971–1972, 30 Exemplare (ORT)
- ČSD-Baureihe M 474.0, 1974, 2 Exemplare
- ČSD-Baureihe M 152.0, 1973–1984, 676 Exemplare
- MAV-Baureihe Bzmot, 1977–1985, 207 Exemplare
- ČSD-Baureihe M 152.5, 1982, 2 Exemplare (Breitspurversion der ČSD-Baureihe M 152.0)
- ČSD-Baureihe M 153.0, 1981–1992, 112 Exemplare (ORT auf Basis der ČSD-Baureihe M 152.0)
- ČSD-Baureihe M 153.5, 1983, 3 Exemplare (Breitspurversion der ČSD-Baureihe M 153.0)
- SŽD-Baureihe АЧ2, 1983–1990, 122 Exemplare
- ČD-Baureihe 842, 1993/1994, 37 Exemplare
- ČD-Baureihe 843, 1997, 31 Exemplare[8]

- VR Dm12, 2004–2006, 16 Exemplare für Finnland, technisch auf der ČD-Baureihe 843 basierend

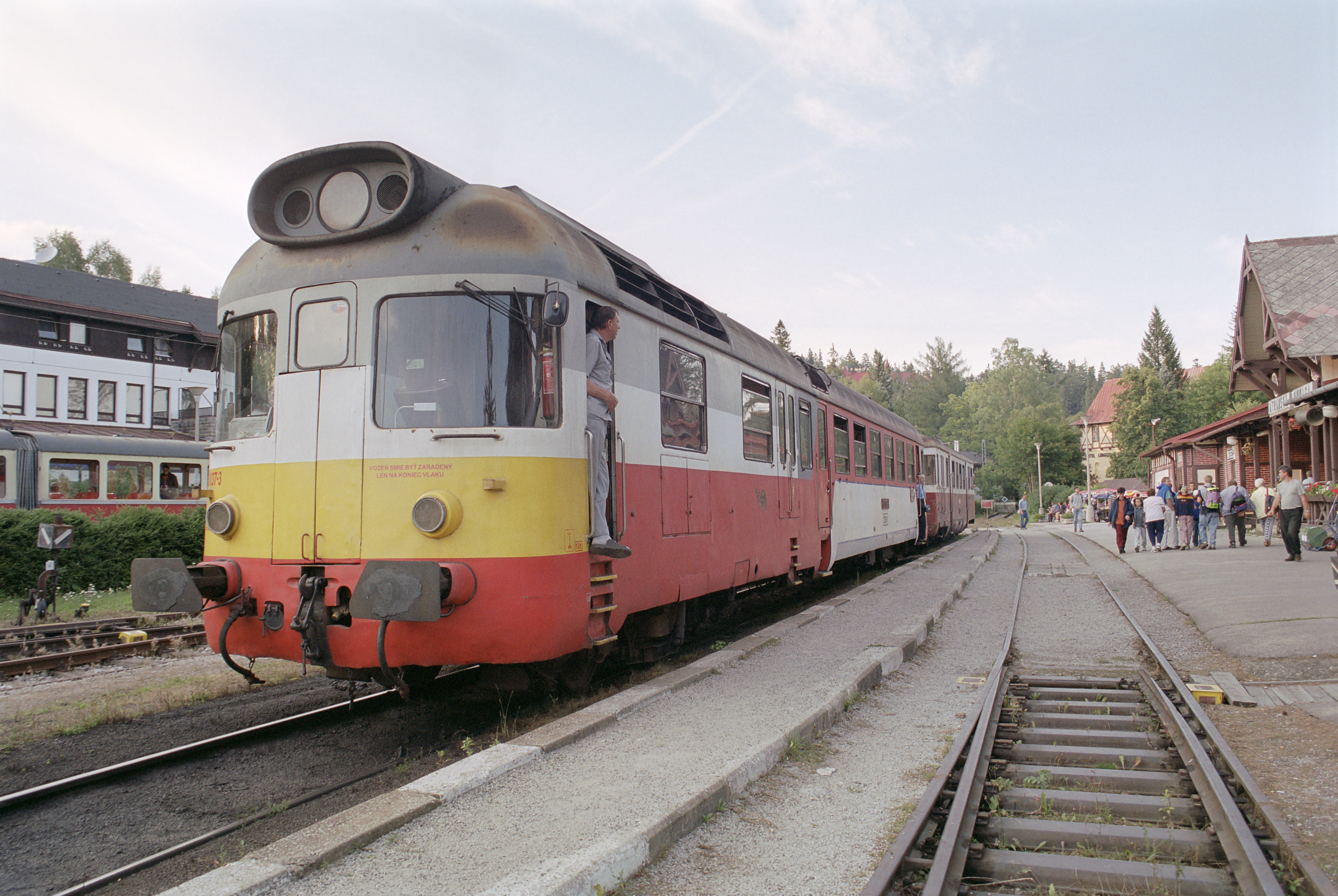
Baureihe M 286.0 (850)
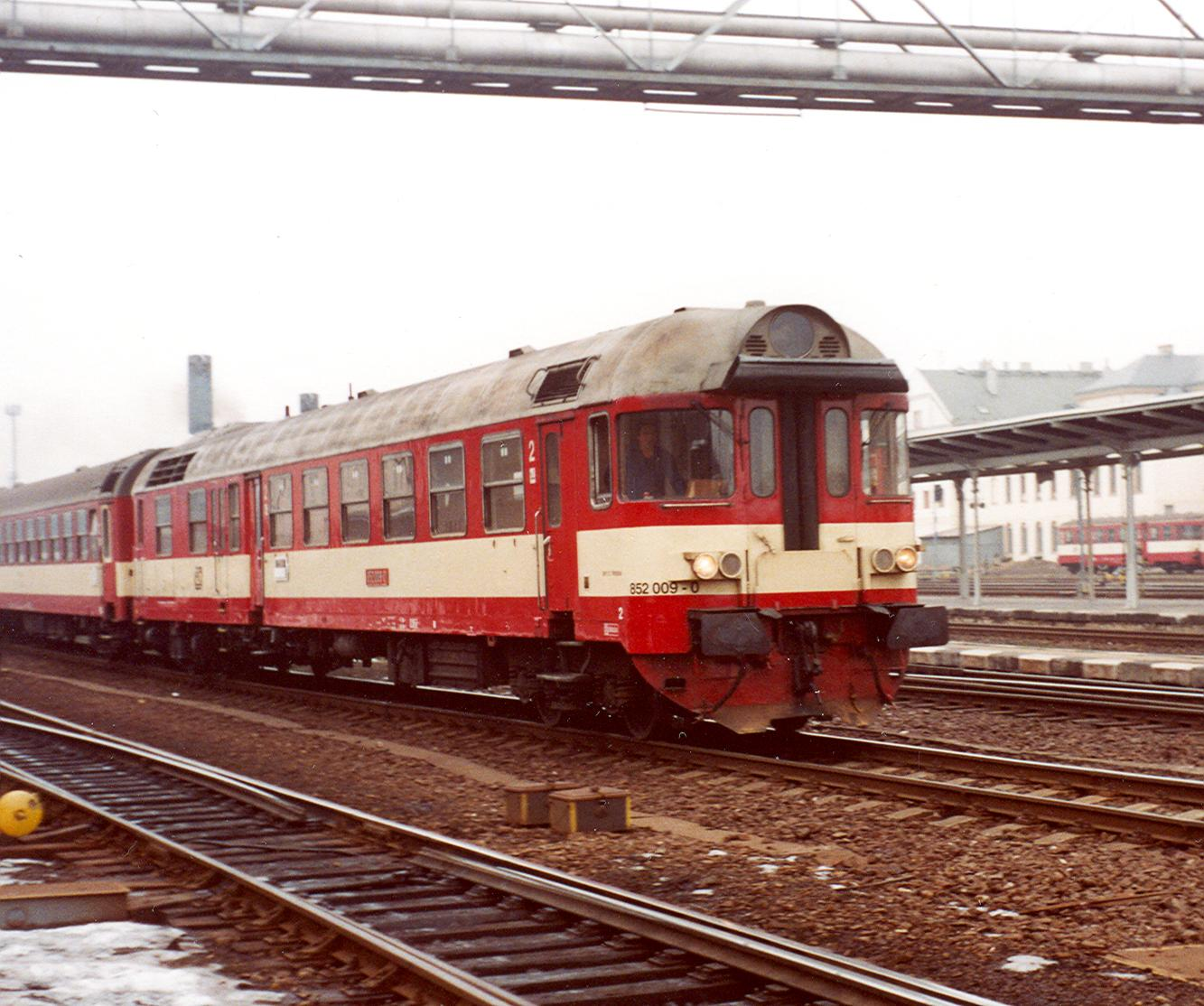
Baureihe M 296.1 (852, 853)
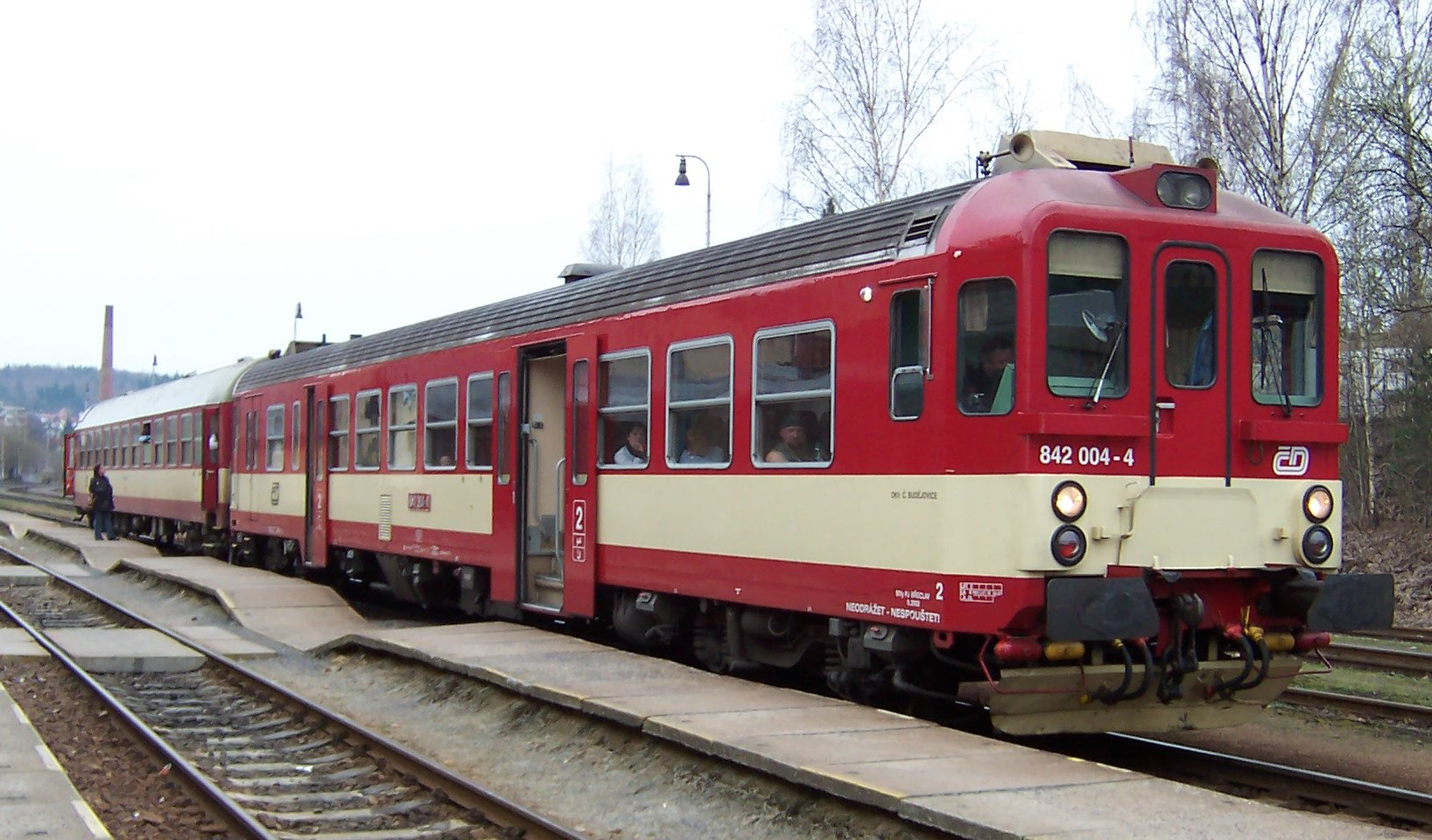
Baureihe 842
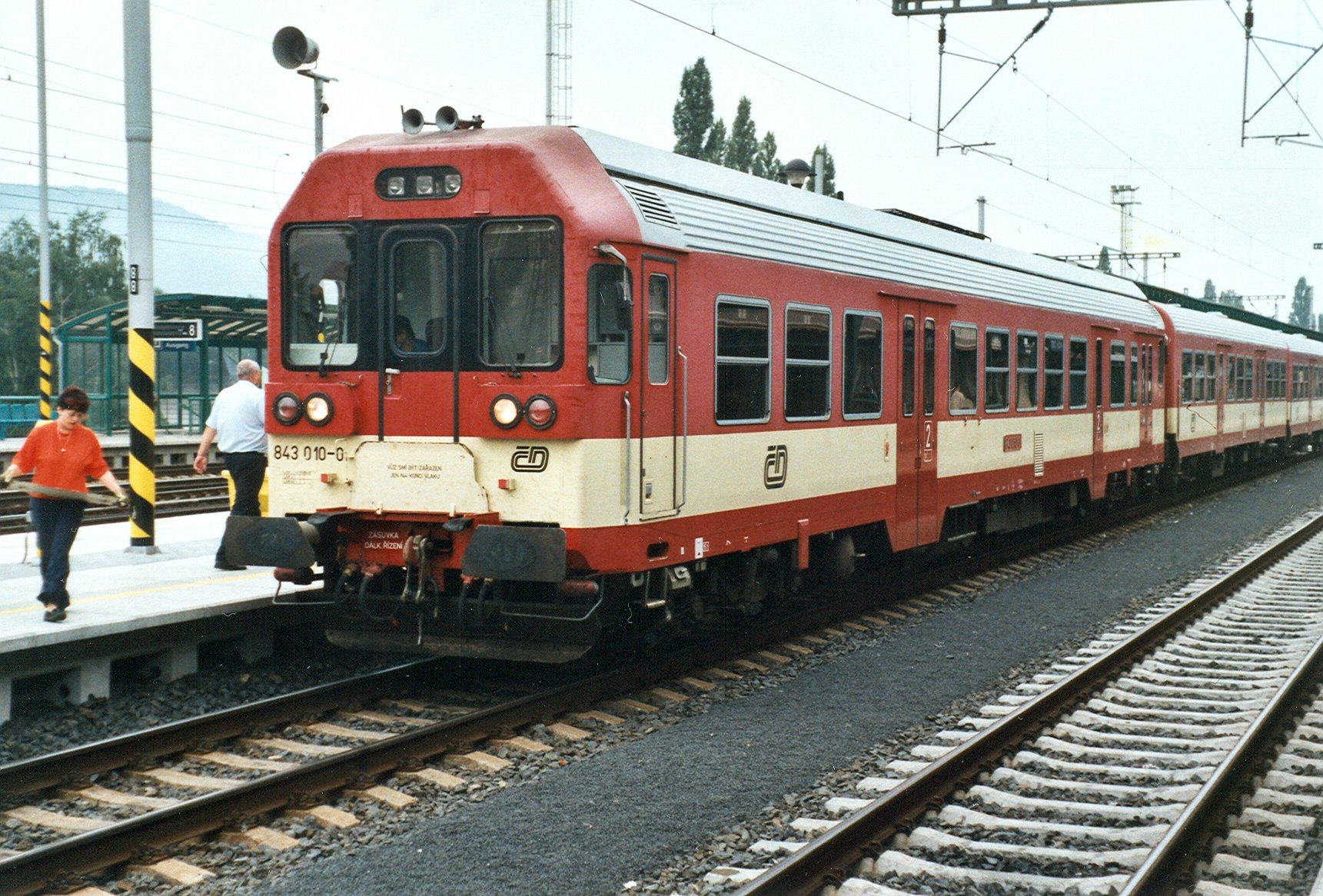
Baureihe 843
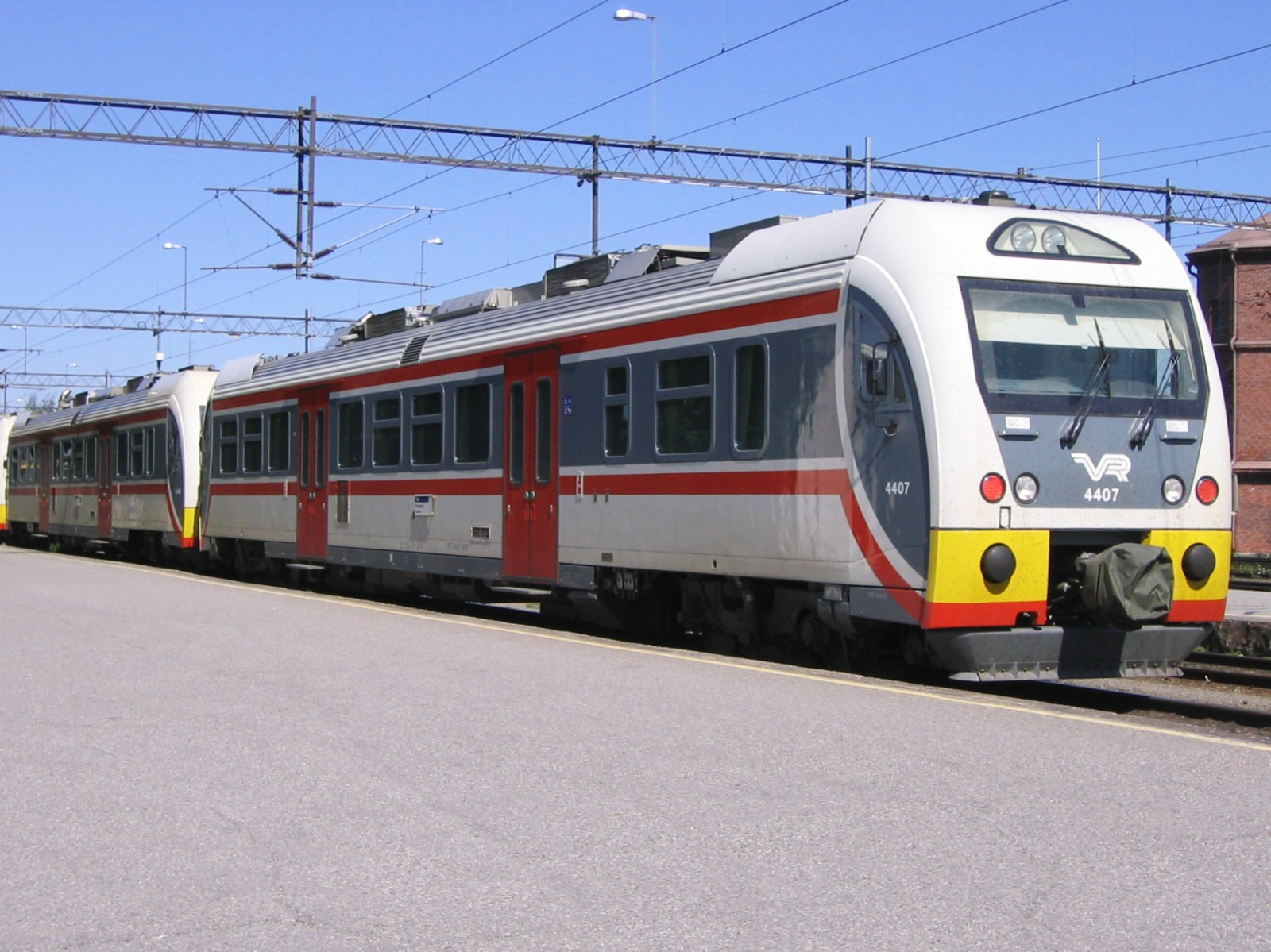
VR-Baureihe Dm12

### Elektrische Triebwagen
Bei den elektrischen Triebwagen war die Produktpalette nicht so umfangreich. Hier beschränkte sich die Fertigung auf Inlandsnachfrage, und auch erst nach dem Zweiten Weltkrieg wurde mit der Produktion begonnen. Es waren allerdings zu der Zeit innovative Fahrzeuge, die international Aufsehen erregten. Die Triebwagen der Reihe EM 475.0 und deren Nachfolgeeinheiten EM 475.1 waren europaweit die ersten Fahrzeuge mit niederflurigen Einstiegen, bei denen an normalen Bahnsteigen mit einer Höhe von 550 mm über Schienenoberkante ein stufenloser Fahrgastwechsel möglich war. Es handelt sich im Einzelnen um folgende Fahrzeuge:
- ČSD-Baureihe EMU 46.0, 1951, 3 Exemplare
- ČSD-Baureihe EM 475.0, 1958, 2 Triebzüge
- ČSD-Baureihe EM 475.1+2, 1960–1968, 51 Exemplare
- ČSD-Baureihe EM 488.0, 1971–1978, 43 Exemplare
- ČSD-Baureihe EM 496.0, 1971, 2 Exemplare
- ČSD-Baureihe SM 488.0, 1966–1971, 17 Exemplare
- ČD-Baureihe 471, ab 1999, noch in Auslieferung
- UZ-Baureihe EJ 675 / ZSSK-Baureihe 671 / LG-Baureihe 575
- Škoda 7Ev

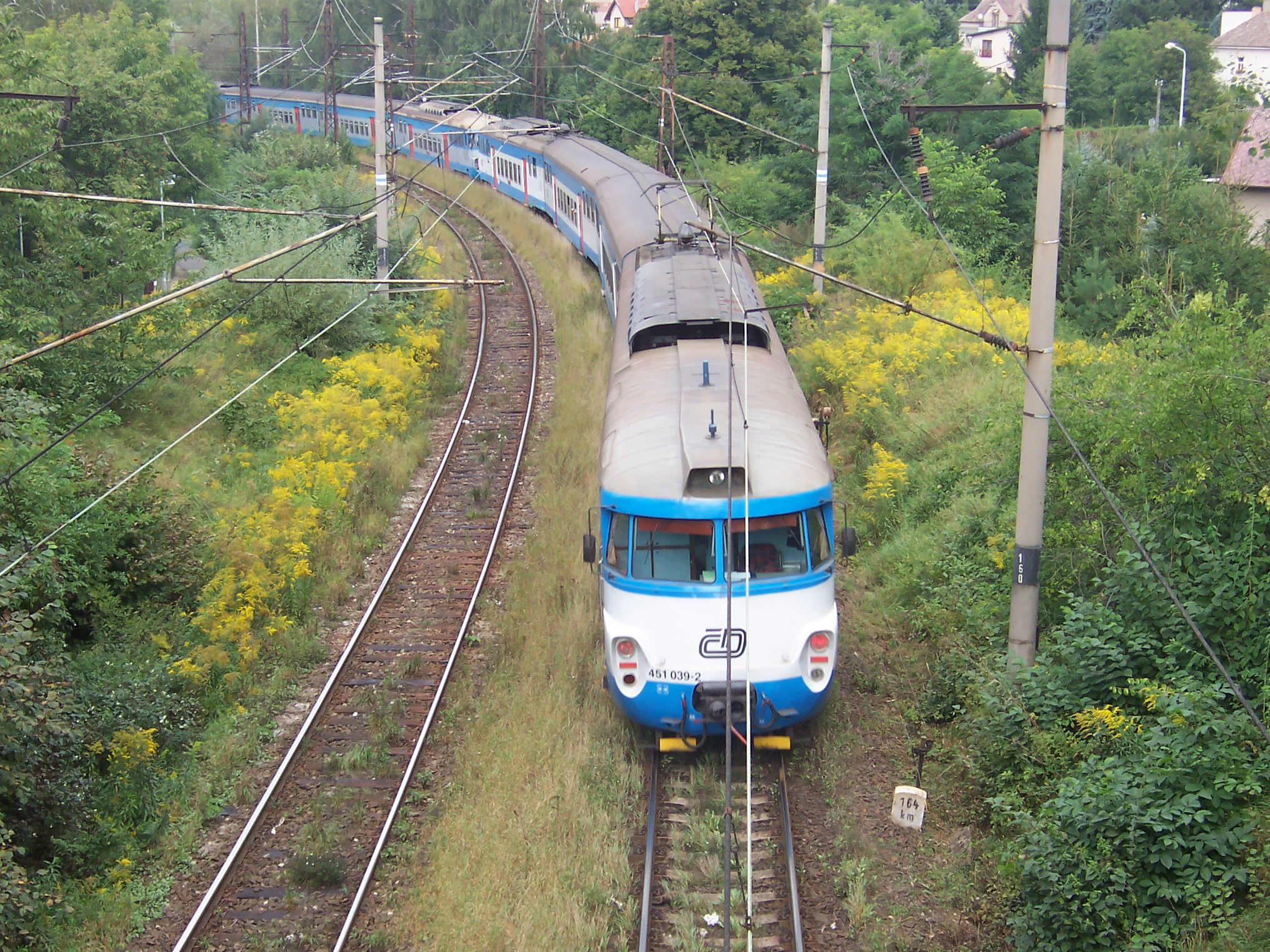
Baureihe EM 475.1 (451)
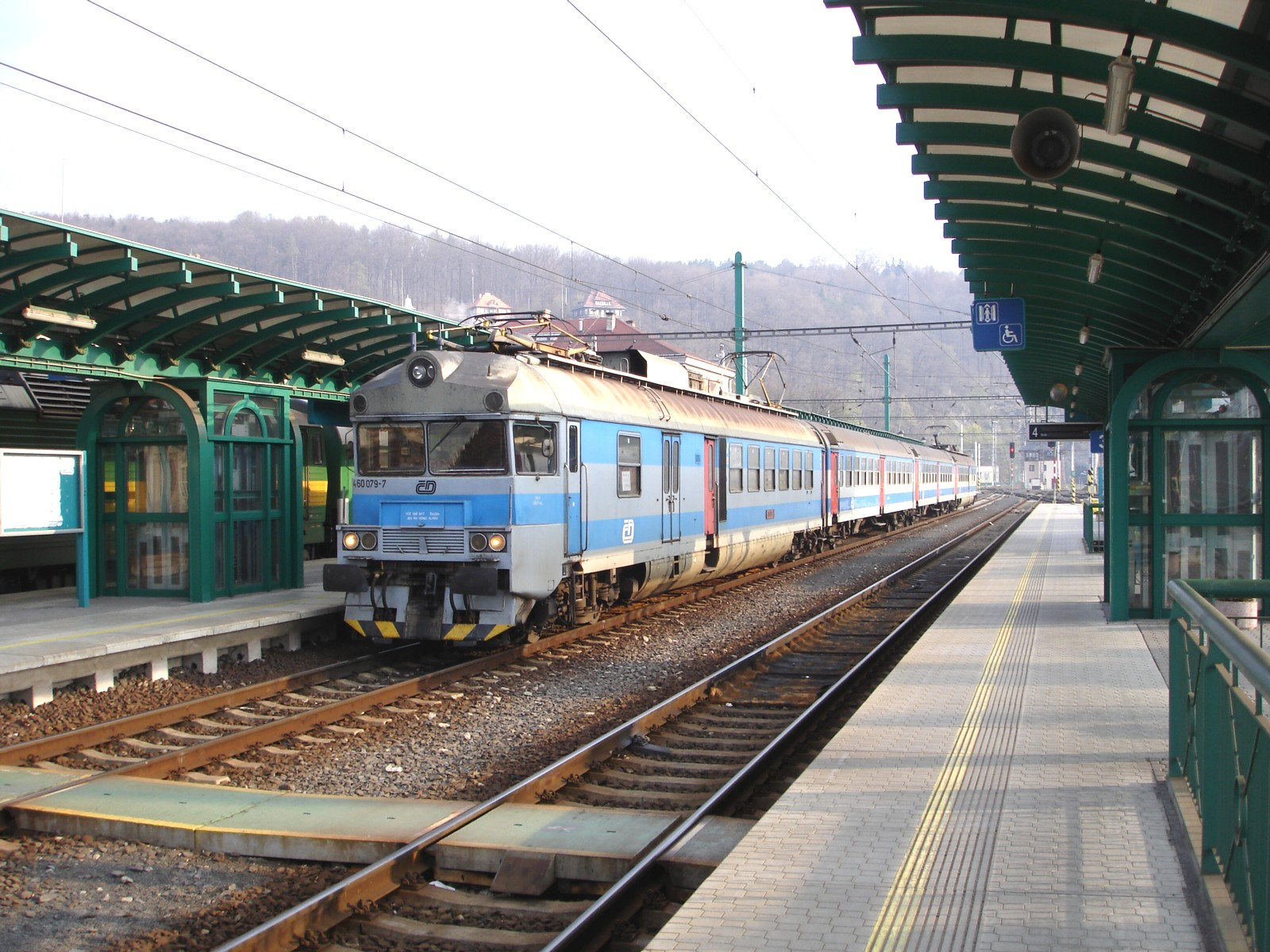
Baureihe EM 488.0 (460)
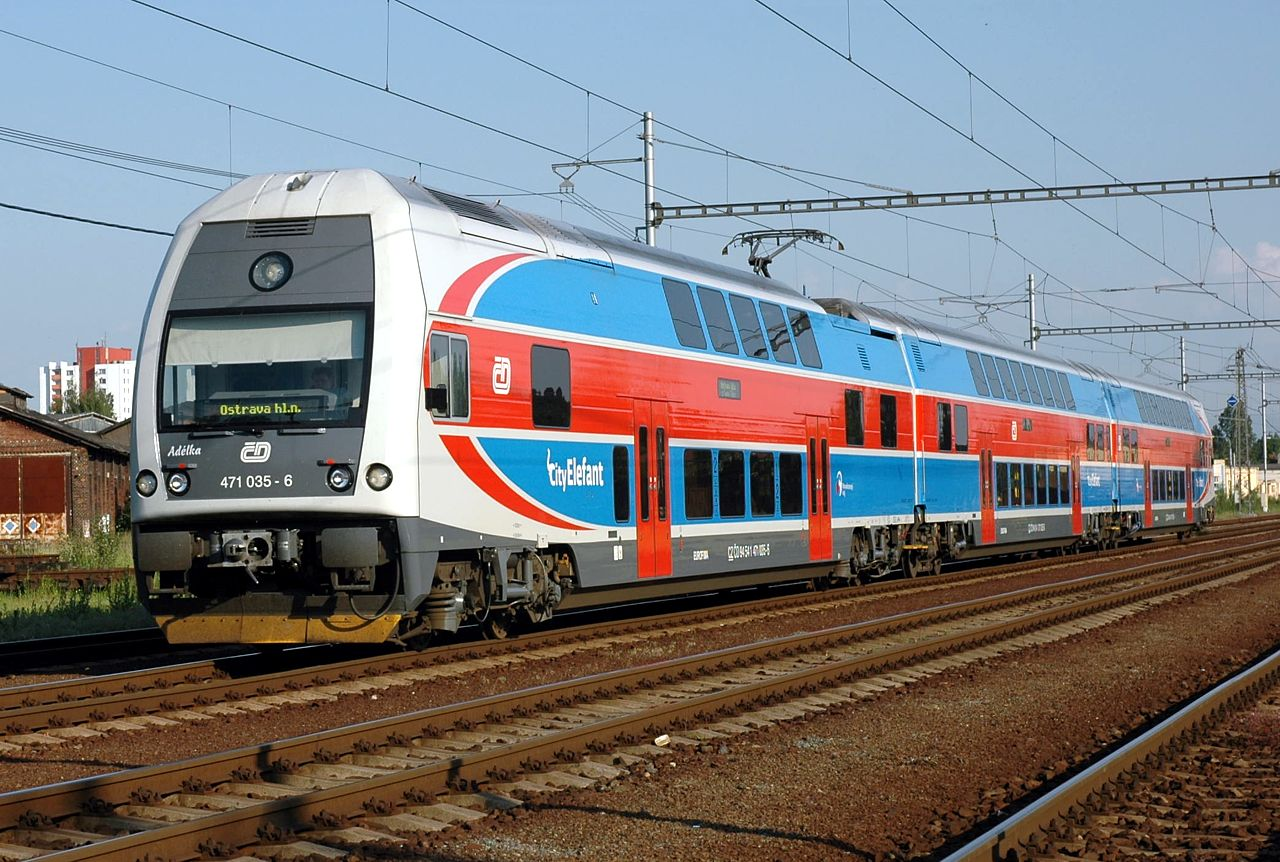
ČD-Baureihe 471

### Straßen- und Lokalbahn-Fahrzeuge
Schon zu Zeiten der Österreichisch-Ungarischen Monarchie wurden zahlreiche (elektrische) Trieb- und Beiwagen für Straßenbahnbetriebe gebaut, die meisten der Wagen wurden an die Wiener Straßenbahn geliefert. Auch Personenwagen, wie die der Pressburger Bahn wurden gebaut.
- Wiener Straßenbahn Typ K
- Pressburgerbahn Cmg

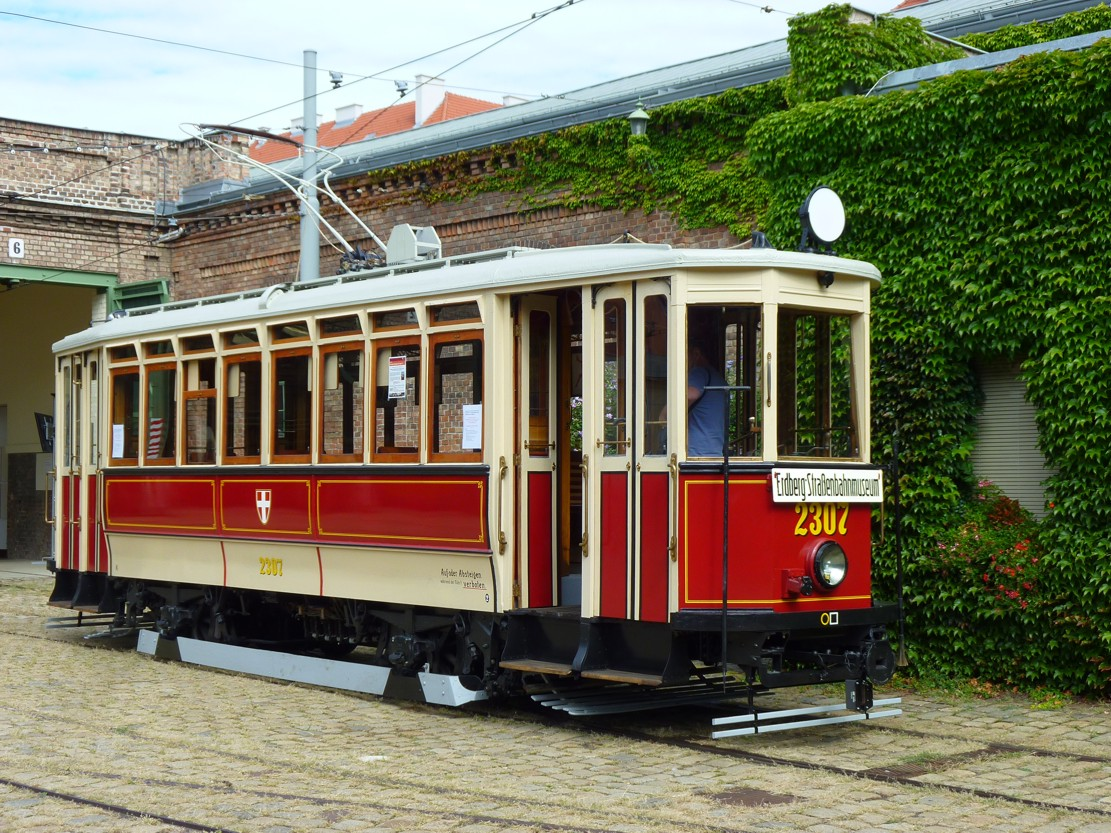
Wiener Straßenbahn Typ K, geliefert 1912 von Stauding
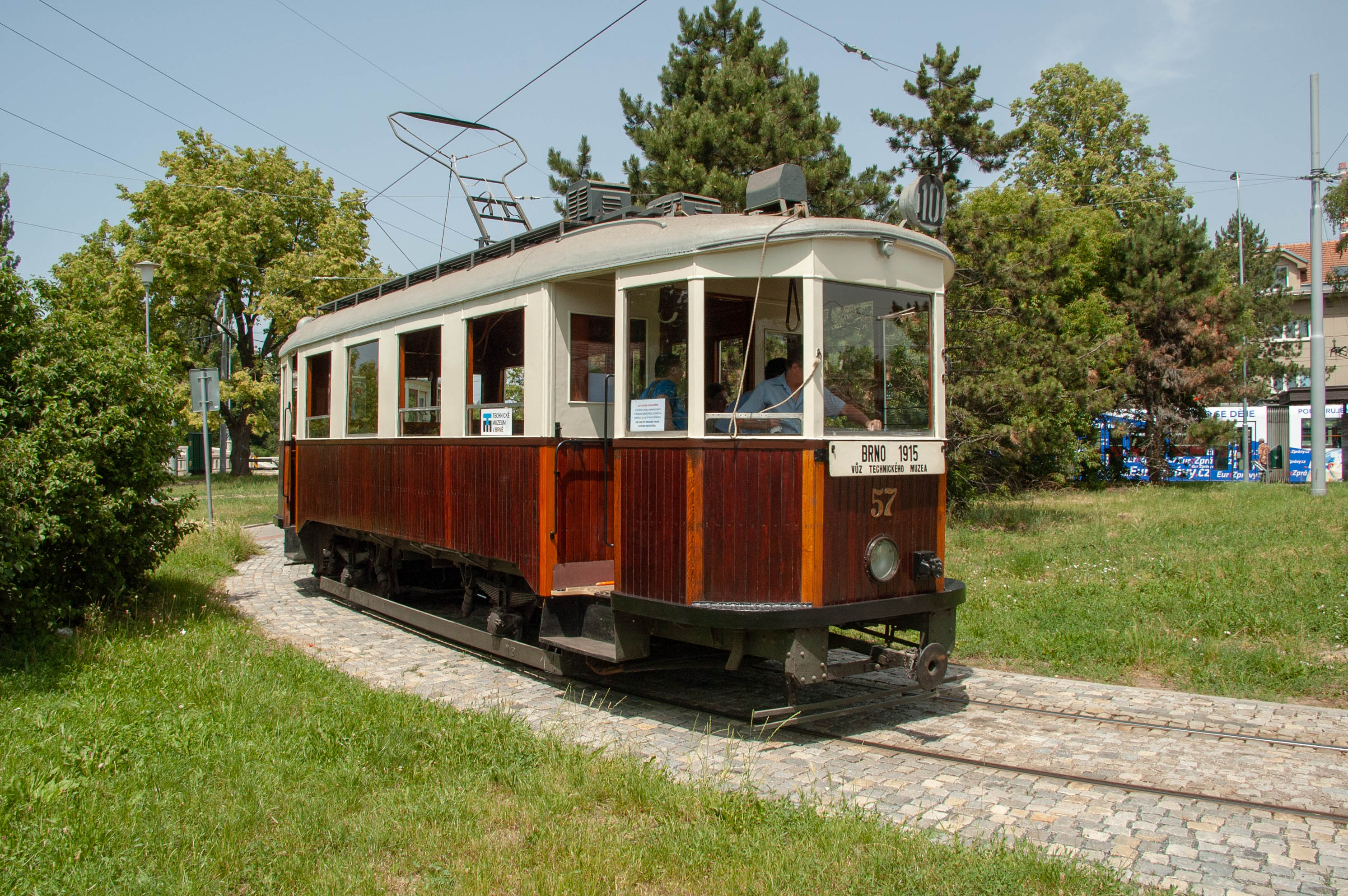
Triebwagen Typ Cmg der Pressburger Bahn, gebaut 1913 von Stauding mit elektrischer Ausrüstung von AEG.
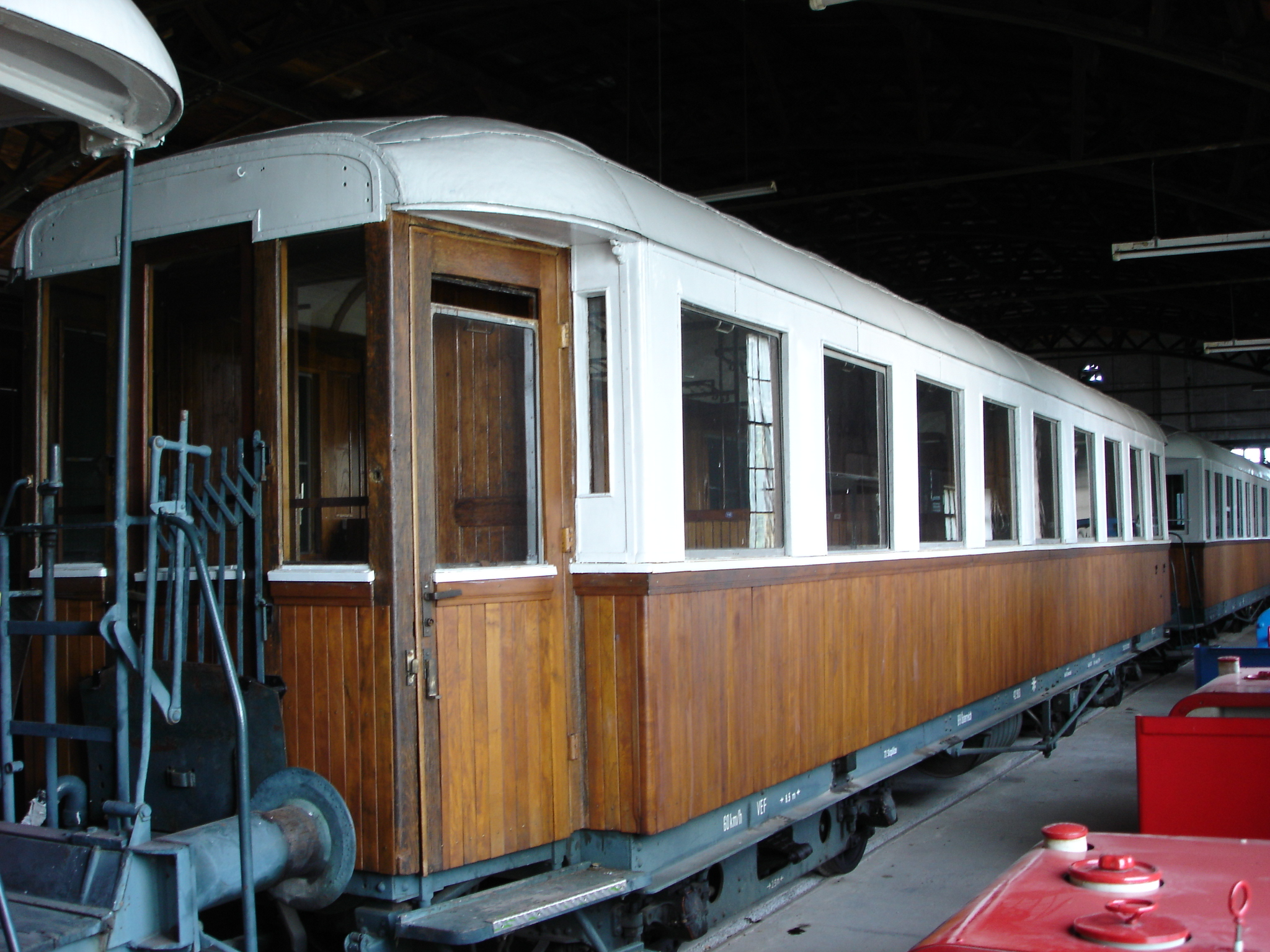
LWP Personenwagen der Pressburger Bahn (1916)
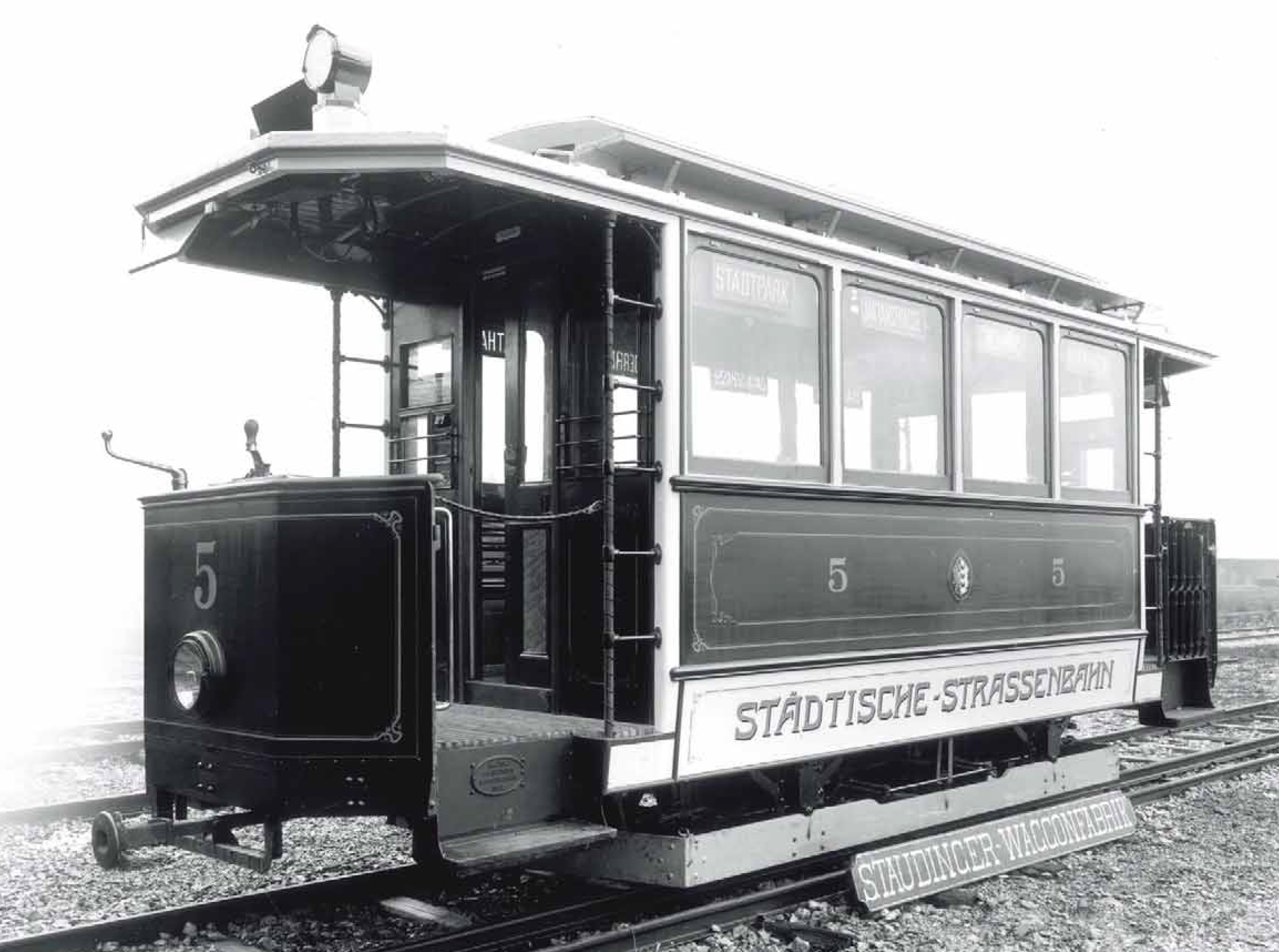
Triebwagen 7 der Straßenbahn Troppau

### Dreiradfahrzeuge
Die Staudinger Waggonfabrik stellte im Jahr 1928 (und nur 1928) auch einige Exemplare eines Lastendreirades (Vorderlader) her, vorne mit Kastenaufbau (1800 × 1100 × 750 mm) oder Pritsche (1950 × 1300 mm oder 1650 × 850 mm), angetrieben von einem Einzylinder-JAP-Motor mit 10 PS. Der Radstand betrug 2.300 mm, Achsstand vorne 1430 mm, Reifengröße 700 × 120 mm. Außenmaße L × B × H 3.200 × 1700 × 1300 mm, Leergewicht 330 kg, Höchstgeschwindigkeit 40 km/h, Preis 20.000 tschech. Kronen.